# 요시다 하루미

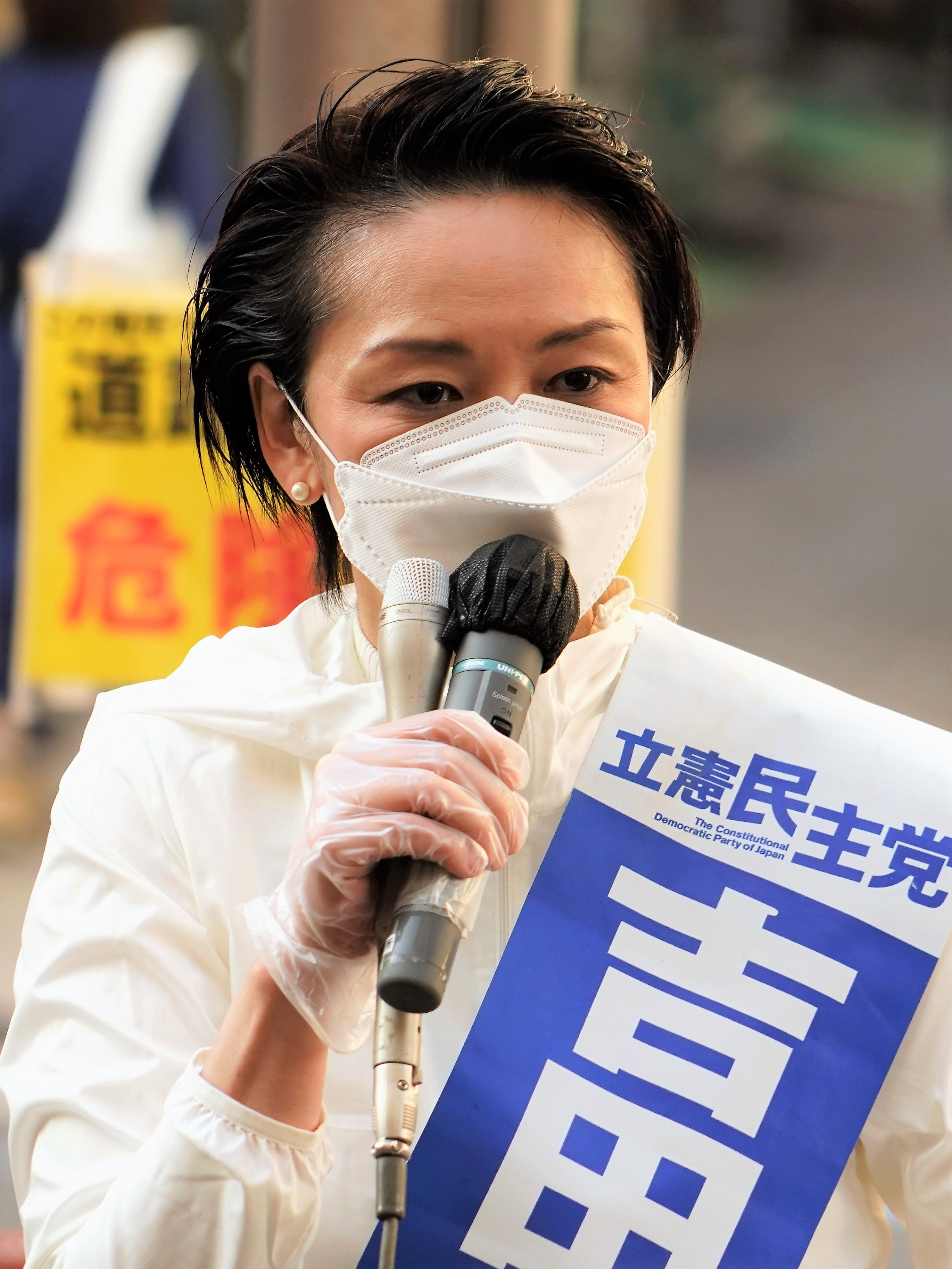

요시다 하루미(吉田晴美, 1972년 1월 1일 ~ 일본 야마가타현 니시무라야마군 가호쿠정)은 일본의 정치인으로 입헌민주당 소속의 중의원으로 2021년 제49회 일본 중의원 의원 총선거에서 도쿄도 제8구에서 출마해 당시 자유민주당의 간사장과 아베 신조 내각에서 환경대신과 경제 재생 담당 대신을 역임했던 이시하라 노부테루를 꺾은 이변을 일으키면서 중의원으로 당선되었다.

## 역대 선거 결과
|  | 10.12% |

|  | 29.96% |

|  | 48.45% |